# Wilhelm Beermann
Wilhelm Beermann bei der Verleihung des Ehrenrings der Stadt Bochum, 2009

Link zum Bild

Wilhelm Beermann (* 30. Januar 1936 in Wattenscheid; † 5. August 2020) war ein deutscher Manager der Energiewirtschaft. Er war von 1998 bis 2001 Vorstandsvorsitzender der RAG Deutsche Steinkohle AG und gleichzeitig stellvertretender Vorstandsvorsitzender und Arbeitsdirektor der damaligen RAG Aktiengesellschaft, Essen.

## Leben
Wilhelm Beermann, Sohn aus einer Bergmannsfamilie, absolvierte ab 1951 eine Ausbildung zum Industriekaufmann auf der Zeche Holland der Rheinelbe Bergbau AG in Gelsenkirchen und war von 1954 bis 1969 in der dortigen Hauptabteilung Sozialwesen tätig. Er engagierte sich zudem für die IG Bergbau und die Christlich-Demokratische Arbeitnehmerschaft (CDA). Nach der Gründung der Ruhrkohle AG war er bei der Bergbau AG Westfalen von 1969 bis 1978 Abteilungsleiter Soziale Fragen und in Personalunion Leiter der Abteilung Werkszeitschrift – Information/Pressesprecher. 
Im Jahre 1978 wurde er zum Hauptbereichsleiter Wohnungswirtschaft ernannt, bevor er 1984 als Arbeitsdirektor in den Vorstand der Bergbau AG Niederrhein berufen wurde. 1986 verließ Beermann die Steinkohle und folgte dem Ruf der RWE AG und wechselte in den Vorstand der Rheinische Braunkohlenwerke AG. 1990 wechselte er zurück zur Steinkohle und wurde als Arbeitsdirektor in den Vorstand der Ruhrkohle AG, Essen berufen. 1997 wurde er zugleich stellvertretender Vorstandsvorsitzender der RAG Aktiengesellschaft, Essen, Vizepräsident des Gesamtverbandes des deutschen Steinkohlenbergbaus, Essen sowie Vizepräsident der Wirtschaftsvereinigung Bergbau. 1998 wurde er ab der Gründung der Deutsche Steinkohle AG, Herne ihr erster Vorstandsvorsitzender und damit oberster Chef des gesamten deutschen Steinkohlenbergbaus. Alle Positionen füllte er bis zu seinem altersbedingten Ausscheiden im Jahre 2001 aus.
Zugleich war Beermann in Aufsichtsräten tätig. Als Aufsichtsratsvorsitzender der Daldrup & Söhne AG führte er das Unternehmen 2007 an die Frankfurter Börse.
Von 2001 bis 2019 war er Aufsichtsratsvorsitzender der Mitteldeutschen Braunkohlegesellschaft (MIBRAG) mbH in Zeitz. Im September 2019 wurde Stanislaw Tillich sein Nachfolger.

## Wirken
Für seine Verdienste für den deutschen Bergbau wurde Beermann im Jahr 2000 zum Ehrensenator der Technischen Fachhochschule Georg Agricola, Bochum ernannt und erhielt 2001 die Ehrendoktorwürde Dr. Ing. E. h. der RWTH Aachen. Weiteren Ausdruck finden Beermanns Verdienste in zahlreichen Ehrungen. So ernannte ihn Papst Johannes Paul II. zum Komtur vom Orden des heiligen Gregorius.
Beermann war Träger des Verdienstkreuzes 1. Klasse des Verdienstordens der Bundesrepublik Deutschland. Aus Anlass seines 70. Geburtstages im Jahr 2006 ernannte ihn der Gesamtverbandes des deutschen Steinkohlenbergbaus in Anerkennung seiner Verdienste zum Ehrenpräsidenten. Beermann war Träger des Ehrenrings der Stadt Bochum. Anlässlich seines 80. Geburtstag überreichte Bischof Franz-Josef Overbeck dem engagierten Wattenscheider Katholiken das Ehrenzeichen des Bistums Essen als Anerkennung für seinen vielfältigen Einsatz zum Wohle der Kirche.
Am 17. Juni 2018 verlieh das Ruhrbistum dem langjährigen Bergbau-Manager und engagierten Wattenscheider Katholiken den Heinrich-Brauns-Preis und würdigt damit Beermanns „persönliches, an den Zielen der Katholischen Soziallehre orientiertes, christliches Glaubenszeugnis“, das sich mit der Geschichte des Bergbaus und der Entwicklung des Ruhrgebiets verbinde, heißt es in der Begründung der Jury. Bei einem Festakt in der Akademie „Die Wolfsburg“ nannte Bischof Franz-Josef Overbeck Beermann eine „verlässliche katholische Stimme, die zeigt: die Kirche spielt mit“. Beermanns Beispiel mache deutlich, dass Christen nicht für sich selbst glaubten, „sondern um sich einzumischen und die Gesellschaft mitzugestalten“.
Neben seinen beruflichen Tätigkeiten war Beermann seit 2006 Vorsitzender des Verbandes Klinikum der Ruhr-Universität Bochum, der seit 2008 als Universitätsklinikum der Ruhr-Universität Bochum firmiert. und seit 2001 Vorsitzender des Aufsichtsrats des Krankenhausverbundes Katholisches Klinikum Bochum. Nach der notariell beurkundeten Fusion des Katholischen Klinikums Bochum mit dem Marien-Hospital Wattenscheid im Jahr 2014 hat sich der Aufsichtsrat des Katholischen Klinikums Bochum neu konstituiert und bestätigte Beermann im Amt des Vorsitzenden.
Als Aufsichtsratsvorsitzender führte Beermann den Fußballverein SG Wattenscheid 09 2006 letztmals in den bezahlten Fußball. Zwischen 1987 und 2001 war Beermann Landesschatzmeister der CDA und Mitglied der Finanzkommission der CDU NRW.

## Ehrungen und Auszeichnungen
- 1998: Verdienstkreuz 1. Klasse des Verdienstordens der Bundesrepublik Deutschland
- 1999: Komtur des Päpstlichen Orden des heiligen Gregor des Großen
- 2000: Ehrensenator der Technischen Fachhochschule Georg Agricola in Bochum
- 2001: Ehrendoktorwürde der RWTH Aachen
- 2006: Ehrenpräsident des Gesamtverbandes Steinkohle
- 2009: Ehrenvorsitzender des Aufsichtsrates der SG 09 Wattenscheid
- 2009: Ehrenring der Stadt Bochum
- 2016: Ehrenzeichen des Bistums Essen
- 2017: Verdienstorden des Landes Nordrhein-Westfalen[16][17]
- 2018: Heinrich-Brauns-Preis[12]